# Itame subcessaria
Itame subcessaria är en fjärilsart som beskrevs av Walker 1861. Itame subcessaria ingår i släktet Itame och familjen mätare. Inga underarter finns listade i Catalogue of Life.